# Clara Vădineanu
Clara Stela Dumitrana Vădineanu (n. 26 octombrie 1986, în Moldova Nouă) este o jucătoare de handbal din România ce joacă pentru clubul CSM Slatina pe postul de intermediar stânga. 
Clara Vădineanu a debutat la senioare, în 2004, cu echipa "U" Remin Deva, alături de care a evoluat în Cupa EHF 2004-05. Între 2005 și 2011, ea a jucat pentru Oltchim Râmnicu Vâlcea, iar în 2011 s-a transferat la „U” Jolidon Cluj, pentru care a evoluat până în vara anului 2013. În 2013 a semnat cu nou-înființata echipă HCM Râmnicu Vâlcea. La sfârșitul sezonul 2013-2014, în vara anului 2014, la terminarea contractului cu echipă vâlceană, a ales să joace pentru CSM Ploiești, echipă antrenată, în acea perioadă, de Gheorghe Covaciu, dar după o lună, în care nu a jucat nici un meci pentru echipa prahoveană și nu a primit salariul, ea și-a reziliat contractul și a revenit la HCM Râmnicu Vâlcea. După trei sezoane la HCM Râmnicu Vâlcea, în 2016 s-a transferat la CSM Roman, pentru care a evoluat un sezon.
În 2018, după ce a devenit mamă, Clara Vădineanu a semnat cu CSM Slatina.

## Palmares
- Campionatul Mondial Universitar:
  -  Medalie de bronz: 2008

- Campionatul European pentru Junioare:
  -  Medalie de argint: 2003

- Liga Campionilor:
  -  Finalistă: 2010
  - Semifinalistă: 2009
  - Grupe principale: 2008, 2011
  - Grupe: 2013
  - Calificări: 2012

- Cupa Cupelor:
  -  Câștigătoare: 2007

- Cupa EHF:
  - Optimi: 2012
  - Turul 3: 2006
  - Turul 2: 2005, 2017

- Trofeul Campionilor:
  -  Câștigătoare: 2007

- Liga Națională:
  -  Câștigătoare: 2007, 2008, 2009, 2010, 2011
  -  Medalie de argint: 2012
  -  Medalie de bronz: 2006, 2013

- Cupa României:
  -  Câștigătoare: 2007, 2011
  -  Finalistă: 2006

- Supercupa României:
  -  Câștigătoare: 2007
  -  Medalie de bronz: 2011

- Campionatul Național de Junioare II:
  -  Câștigătoare: 2003

- Campionatul Național de Junioare III:
  -  Câștigătoare: 2001